# Suchý vrch (Malá Fatra)
Suchý vrch (1267,3 m n. m.) je vrchol v jihovýchodní části Kriváňské Malé Fatry. Nachází se na jižním konci rozsochy, vycházející ze Stohu. Od sousedního vrchu Žobrák je na severu oddělen výrazným sedlem, západní svahy vrchu klesají do Šútovské doliny, východní se svažují do údolí Bystričky a jižní klesají do údolí Váhu. Zarostlý vrchol neposkytuje výhledy.
Severozápadní svahy patří do národní přírodní rezervace Šútovská dolina.

## Turistické trasy
Na vrchol nevede značený chodník a přístupný je lesem, odbočením ze  zeleně značeného chodníku z Kraľovan na Stoh v hlavním hřebeni.